# Án lệ 03/2016/AL
Án lệ 03/2016/AL là án lệ công bố thứ 3 thuộc lĩnh vực hôn nhân và gia đình của Tòa án nhân dân tối cao tại Việt Nam, được Hội đồng Thẩm phán thông qua, Chánh án Trương Hòa Bình ra quyết định công bố và có hiệu lực cho tòa án các cấp trong cả nước nghiên cứu, áp dụng từ ngày 1 tháng 6 năm 2016. Án lệ 03 dựa trên nguồn là Quyết định giám đốc thẩm số 208 ngày 3 tháng 5 năm 2013 của Tòa Dân sự Tòa án nhân dân tối cao về vụ án ly hôn tại thủ đô Hà Nội, nội dung xoay quanh dân sự, các vấn đề chính bao gồm tài sản chung của vợ chồng, tặng cho tài sản, căn cứ xác lập quyền sở hữu và xác lập quyền sở hữu theo thỏa thuận. Đây là án lệ thứ hai trong lĩnh vực dân sự, án lệ thứ ba của tư pháp Việt Nam.
Trong vụ việc, nguyên đơn Đỗ Thị Hồng và bị đơn Phạm Gia Nam là vợ chồng từ năm 1992, thường trú tại một mảnh đất được nhà chồng cho phép sử dụng. Sau 17 năm trong hôn nhân, gia đình không thể duy trì, nguyên đơn Đỗ Thị Hồng đã đệ đơn khởi kiện xin ly hôn, được đồng ý các vấn đề về hôn nhân, nuôi con. Vấn đề bất đồng phát sinh về việc phân chia tài sản là quyền sử dụng đất giữa hai vợ chồng và bên thứ ba là gia đình nhà chồng. Thủ tục tố tụng dân sự về hôn nhân gia đình khởi đầu từ Tòa án nhân dân huyện Thường Tín, Tòa án nhân dân thành phố Hà Nội và Tòa Dân sự Tòa án nhân dân tối cao, cuối cùng tạo thành án lệ về nhận định vấn đề thực tế đối với nhóm tài sản chung của vợ chồng đối với quyền sử dụng đất.

## Tóm lược vụ án
Tại thôn Vân Hòa, xã Vân Tảo, huyện Thường Tín, thành phố Hà Nội, Đỗ Thị Hồng và Phạm Gia Nam kết hôn năm 1992, có đăng ký tại Ủy ban nhân dân xã Vân Tảo. Phạm Gia Nam là sĩ quan quân đội, cư trú chủ yếu và làm việc tại thị xã Sơn Tây; Đỗ Thị Hồng cư trú ở quê, nuôi con. Về phía nhà chồng, Phạm Gia Nam có bố là Phạm Gia Phác, mẹ là Phùng Thị Tài, em trai Phạm Gia Ơn, và em gái Phạm Thị Lữ. Năm 1991, xã Vân Tảo có chủ trương cấp đất giãn dân, gia đình Phạm Gia Phác được cấp một mảnh đất rộng 80 m² ở xóm Vân Hòa, xã Vân Tảo, huyện Thường Tín. Vợ chồng Phạm Gia Phác cho phép con mình là Phạm Gia Nam và con dâu Đỗ Thị Hồng sống tại mảnh đất này. Trong quá trình chung sống thì vợ chồng có xây nhà hai tầng vào năm 2002, năm 2005 xây thêm một tum để chống nóng. Đây là tài sản chung hai vợ chồng.
Sau chung sống một thời gian thì phát sinh mâu thuẫn, hai vợ chồng sống ly thân từ tháng 9 năm 2008. Ngày 18 tháng 4 năm 2009, Đỗ Thị Hồng khởi kiện xin ly hôn Phạm Gia Nam, Phạm Gia Nam cũng đồng ý. Vợ chồng có hai con là Phạm Gia Khang, sinh năm 1992 và Phạm Hương Giang, sinh năm 2000. Đỗ Thị Hồng và Phạm Gia Nam đều có nguyện vọng nuôi cả hai con và không yêu cầu người còn lại đóng góp tài chính nuôi con. Nguyện vọng của con trai cả Phạm Gia Khang là muốn ở với bố, nguyện vọng con gái út Phạm Hương Giang là muốn ở với mẹ. Riêng về đất thì các bên không thống nhất được với nhau.

## Xét xử các giai đoạn

### Trình bày của các bên

#### Về đất đai và nhà ở
Nguyên đơn Đỗ Thị Hồng đệ đơn khởi kiện xin ly hôn chồng mình là bị đơn Phạm Gia Nam tại Tòa án nhân dân huyện Thường Tín, thành phố Hà Nội. Người có quyền lợi, nghĩa vụ liên quan là vợ chồng nhà chồng Phạm Gia Phác, Phùng Thị Tài, Phạm Gia Ơn, Phạm Thị Lữ; Bùi Văn Đáp, người quen của vợ chồng, và Đỗ Thị Ngọc Hà, chị gái của nguyên đơn.
Tại các đơn đề nghị và phiên xử, nguyên đơn Đỗ Thị Hồng trình bày rằng: đất nhà ở là của gia đình Phạm Gia Phác (bố đẻ bị đơn Phạm Gia Nam) được cấp đất giãn dân năm 1992, sau đó gia đình nhà chồng đã họp và tuyên bố cho vợ chồng chị diện tích đất, không làm giấy tờ. Năm 2001, bố chồng Phạm Gia Phác sang báo và chồng đi làm thủ tục cấp sổ đỏ, nên đã được cấp giấy chứng nhận quyền sử dụng đất đứng tên hộ gia đình Phạm Gia Nam nên đất này là tài sản chung của vợ chồng. Nguyên đơn yêu cầu được sử dụng nhà và đất nêu trên, và thanh toán 1/2 giá trị đất và tài sản trên đất cho Phạm Gia Nam như giá mà Hội đồng định giá đã đưa ra.
Theo bị đơn Phạm Gia Nam: thửa đất này bố mẹ anh được cấp giãn dân năm 1992, bố mẹ chỉ cho vợ chồng ở nhờ chứ chưa cho vì gia đình anh còn đông anh em. Năm 2001, anh tự kê khai làm giấy tờ đất, gia đình anh không biết. Quan điểm của anh là trả lại đất cho bố mẹ.
Theo vợ chồng bố mẹ bị đơn (Phạm Gia Phác và Phùng Thị Tài): nguồn gốc đất là của ông được Ủy ban nhân dân xã Vân Tảo cấp đất giãn dân năm 1992, ông có xây một căn nhà cấp bốn trên đó. Năm 1993, gia đình ông cho vợ chồng con trai (nguyên đơn và bị đơn) ra đó làm ăn sinh sống chứ không cho đất vì vợ ông bị liệt 15 năm, ông và con trai thứ Phạm Gia Ơn (em trai bị đơn) phải chăm sóc, nguyện vọng của gia đình là để mảnh đất này cho Phạm Gia Ơn vì anh chưa có chỗ ở. Khi gia đình được cấp đất giãn dân thì gia đình chỉ có bốn người là ông, vợ, con gái Phạm Thị Lữ, con trai Phạm Gia Ơn (còn con trai cả Phạm Gia Nam đã thoát ly khỏi địa phương). Khi con dâu Đỗ Thị Hồng xin ly hôn Phạm Gia Nam thì gia đình mới biết con mình đã tự động sang tên đất từ năm 2001. Nay ông, bà yêu cầu con trai, con dâu cũ trả lại đất cho ông, bà.

#### Vấn đề khác
Ngoài vấn đề chủ đạo là đất đai và nhà ở, trong quá trình giải quyết vụ án, nguyên đơn còn khai bị đơn được trường Cán bộ Sỹ quan Lục quân I cấp một thửa đất có diện tích 125 m² ở huyện Thạch Thất, ban đầu chị yêu cầu chia thửa đất này nhưng sau đó chị không yêu cầu giải quyết nữa.
Về nợ: theo nguyên đơn, vợ chồng vay của Hoàng Thị Chu (mẹ chị) 7,5 chỉ vàng 9999, vay của Đỗ Thị Ngọc Hà (chị gái chị) một cây vàng 9999, vay của Bùi Văn Đáp số tiền 150 triệu đồng, lãi suất 1,25%/tháng, tất cả các khoản vay này đều không có giấy tờ. Chị yêu cầu bị đơn phải cùng chị thanh toán các khoản nợ trên. Theo bị đơn, vợ chồng chỉ nợ mẹ vợ là Hoàng Thị Chu 7,5 chỉ vàng, anh đã trả được 13,875 triệu (tương đương 3,75 chỉ vàng). Còn các khoản vay khác anh không biết, anh không đồng ý trả theo yêu cầu của nguyên đơn.

### Phán quyết

#### Sơ thẩm
Vụ án được thụ lý tại Tòa án nhân dân huyện Thường Tín, thủ đô Hà Nội. Ngày 3 tháng 11 năm 2010, trong quá trình giải quyết, Hội đồng định giá được mời tham gia, đã định giá tài sản trong vụ việc. Theo đó, 80 m² được định giá là 22 triệu đồng/m², trị giá 1,76 tỷ đồng. Nhà ở có giá 475,865 triệu đồng. Tổng giá trị tài sản là 2.235.865.000 đồng.
Ngày 17 tháng 5 năm 2011, tại tiểu khu Nguyễn Du, thị trấn Thường Tín, huyện Thường Tín, thành phố Hà Nội, phiên hôn nhân gia đình sơ thẩm đã diễn ra. Tòa án nhân dân huyện Thường Tín đã quyết định các vấn đề trong vụ án hôn nhân gia đình này. Về quan hệ vợ chồng, Đỗ Thị Hồng được ly hôn Phạm Gia Nam; về con chung: giao con gái út Phạm Hương Giang cho mẹ là nguyên đơn nuôi dưỡng cho đến khi trưởng thành, tạm hoãn việc đóng góp phí tổn nuôi con chung cho bị đơn đến khi nguyên đơn có yêu cầu. Phạm Gia Nam có quyền đi lại thăm hỏi con chung, không ai được ngăn cản. Về tài sản chung và công sức đóng góp: Tòa xác nhận ngôi nhà hai tầng, một tum và toàn bộ công trình trên thửa đất số 63 tờ bản đồ số 5 ở thôn Vân Hòa, xã Vân Tảo, huyện Thường Tín, thành phố Hà Nội là tài sản chung của Đỗ Thị Hồng và Phạm Gia Nam có giá trị 475,865 triệu đồng.
Về mảnh đất: Tòa xác nhận quyền sử dụng đất 80 m² đất thửa số 63 tờ bản đồ số 5 ở thôn Vân Hòa, xã Vân Tảo, huyện Thường Tín, thành phố Hà Nội thuộc hộ gia đình Phạm Gia Phác. Buộc Đỗ Thị Hồng và Phạm Gia Nam phải trả lại cho hộ gia đình Phạm Gia Phác quyền sử dụng đất, giao hộ gia đình Phạm Gia Phác được quyền sở hữu toàn bộ tài sản trên thửa đất này gồm nhà hai tầng và công trình trên đất. Buộc gia đình Phạm Gia Phác phải thanh toán trả Đỗ Thị Hồng và Phạm Gia Nam mỗi người 237.932.500 đồng. Tòa kiến nghị Ủy ban nhân dân huyện Thường Tín thu hồi giấy chứng nhận quyền sử dụng đất số U060645 cấp ngày 21 tháng 12 năm 2001, mang tên hộ gia đình Phạm Gia Nam để làm thủ tục cấp lại cho hộ gia đình Phạm Gia Phác khi có yêu cầu.
Bên cạnh đó, Tòa ghi nhận sự tự nguyện của Phạm Gia Nam trong việc hỗ trợ nguyên đơn Đỗ Thị Hồng số tiền là 800 triệu đồng. Tòa buộc Đỗ Thị Hồng phải thanh toán trả cho người liên quan là Bùi Văn Đáp số tiền là 179,820 triệu đồng. Đồng thời Tòa bác các yêu cầu khác của Đỗ Thị Hồng. Ngoài ra, Tòa án cấp sơ thẩm còn tuyên về án phí và quyền kháng cáo.

#### Phúc thẩm
Sau khi Tòa án nhân dân huyện Thường Tín ra quyết định sơ thẩm, vụ án chưa kết thúc khi cả hai bên đều không đồng ý. Ngày 19 tháng 5 năm 2011, nguyên đơn Đỗ Thị Hồng có đơn kháng cáo toàn bộ Bản án sơ thẩm. Ngày 24 tháng 5 năm 2011, bị đơn Phạm Gia Nam kháng cáo không đồng ý hỗ trợ nguyên đơn 800 triệ đồng tạo dựng chỗ ở mới. Nhưng tại phiên tòa phúc thẩm, bị đơn đã rút yêu cầu kháng cáo này.
Ngày 30 tháng 8 và 06 tháng 9 năm 2011, tại số 1 phố Phạm Văn Bạch, phường Yên Hòa, quận Cầu Giấy, Hà Nội, phiên hôn nhân gia đình phúc thẩm đã diễn ra. Tòa Dân sự Tòa án nhân dân thành phố Hà Nội đã quyết định giữ nguyên Bản án hôn nhân và gia đình sơ thẩm của Tòa án nhân dân huyện Thường Tín, thành phố Hà Nội (như đã nêu ở trên). Ngoài ra, Tòa án cấp phúc thẩm còn tuyên về án phí.

### Kháng nghị
Sau khi xét xử phúc thẩm, nguyên đơn Đỗ Thị Hồng và mẹ là Hoàng Thị Chu có đơn đề nghị xem xét theo thủ tục giám đốc thẩm đối với Bản án phúc thẩm nêu trên. Ngày 3 tháng 1 năm 2013, Chánh án Tòa án nhân dân tối cao Trương Hòa Bình ký kháng nghị đối với Bản án hôn nhân gia đình phúc thẩm số 105/2011/LHPT của Tòa án nhân dân thành phố Hà Nội. Kháng nghị đề nghị Tòa Dân sự Tòa án nhân dân tối cao xét xử giám đốc thẩm theo hướng: hủy Bản án hôn nhân gia đình phúc thẩm nêu trên và Bản án hôn nhân gia đình sơ thẩm số 03/2011/HNGĐ-ST của Tòa án nhân dân huyện Thường Tín, thành phố Hà Nội về phần quan hệ tài sản; giao hồ sơ cho Tòa án nhân dân huyện Thường Tín, thành phố Hà Nội xét xử sơ thẩm lại theo quy định của pháp luật.

## Kết quả vụ án
Ngày 3 tháng 5 năm 2013, với yêu cầu kháng nghị của Chánh án Tối cao, Tòa Dân sự Tòa án nhân dân Tối cao đã mở phiên xét xử giám đốc thẩm tại trụ sở tòa ở 48 Lý Thường Kiệt, quận Hoàn Kiếm, Hà Nội. Tại phiên tòa giám đốc thẩm, đại diện Viện kiểm sát nhân dân tối cao cho rằng đối với đất tranh chấp, khi cấp giãn dân cho gia đình Phạm Gia Phác thì không có Phạm Gia Nam, không có căn cứ cho rằng bố mẹ đã cho vợ chồng Phạm Gia Nam nên đất vẫn là của gia đình Phạm Gia Phác. Tòa án hai cấp xác định là của bố mẹ bị đơn là có căn cứ; có sai phần nợ của Hoàng Thị Chu. Do đó, đại diện Viện kiểm sát đề nghị Hội đồng xét xử không chấp nhận kháng nghị của Chánh án Tòa án nhân dân tối cao.

### Nhận định
Nhận định của Tòa Dân sự, Quyết định 208/2013/DS-GĐT.
Hội đồng giám đốc thẩm Tòa Dân sự Tòa án nhân dân tối cao nhận định: về quan hệ hôn nhân và con chung, Tòa án các cấp đã giải quyết, các đương sự không có khiếu nại; về quan hệ tài sản: tài sản mà các đương sự tranh chấp là diện tích đất 80 m² tại thôn Vân Hòa, xã Vân Tảo, huyện Thường Tín, thành phố Hà Nội mang tên hộ gia đình Phạm Gia Nam.
Hồ sơ thể hiện nguồn gốc diện tích đất nêu trên là của Phạm Gia Phác được Ủy ban nhân dân xã Vân Tảo, huyện Thường Tín cấp đất giãn dân vào năm 1992. Căn cứ Biên bản bàn giao đất của Ủy ban nhân dân xã thì thời điểm có biên bản giao đất này, Đỗ Thị Hồng đã kết hôn với Phạm gia Nam. Tuy nhiên, theo xác minh của Tòa án cấp sơ thẩm tại xã Vân Tảo, Thường Tín về thủ tục cấp đất thì xã Vân Tảo đã có chủ trương cấp đất giãn dân từ năm 1991. Dù khi làm thủ tục cấp đất, gia đình Phạm Gia Phác chỉ có bốn người là ông Phác, bà Tài, chị Lữ, anh Ơn (vì thời điểm này anh Nam đi bộ đội chưa về địa phương), nhưng việc cấp đất giãn dân là cấp đất cho hộ đông người, cấp cho vợ chồng ông Phác và các con, nên anh Nam cũng là đối tượng được cấp đất. Sau khi nhận đất, gia đình ông Phác đã xây dựng một căn nhà cấp bốn. Năm 1993, gia đình ông Phác cho vợ chồng anh Nam, chị Hồng ra ở riêng trên diện tích đất này và anh chị là người quản lý, sử dụng đất liên tục từ đó cho đến khi phát sinh vụ án. Nguyên đơn cho rằng gia đình ông Phác đã tuyên bố cho vợ chồng chị diện tích đất nêu trên, ông Phác và anh Nam khẳng định gia đình chưa cho vợ chồng.
Theo xác minh tại Ủy ban nhân dân xã Vân Tảo thì năm 2001, xã tổ chức cho các hộ dân trong xã Vân Tảo đăng ký kê khai để xét cấp giấy chứng nhận quyền sử dụng và các hộ kê khai tại trụ sở thôn xóm. Tất cả các hộ dân trong xã đều được biết về chủ trương kê khai đất này. Ông Phác là chủ đất nhưng không đi kê khai. Anh Nam đang ở trên đất và là người đi kê khai làm thủ tục cấp giấy chứng nhận. Ngày 21 tháng 12 năm 2001, anh Nam được cấp giấy chứng nhận quyền sử dụng đất số U060645 đứng tên hộ gia đình Phạm Gia Nam. Vợ chồng anh chị đã xây nhà hai tầng kiên cố vào năm 2002 và đến năm 2005 thì xây thêm tum tầng ba.
Đối với nội dung khiếu nại của Hoàng Thị Chu (mẹ đẻ chị Hồng), thấy rằng: ngày 7 tháng 5 năm 2011 (trước ngày xét xử sơ thẩm), bà Chu đã có đơn gửi Tòa án nhân dân huyện Thường Tín với nội dung rằng bà đã được trả số nợ, không đề nghị Tòa án giải quyết nữa. Tòa án cấp sơ thẩm tuyên sung công quỹ đối với số tiền tạm ứng án phí của bà Chu (200.000 đồng), nhưng không tuyên đình chỉ giải quyết đối với yêu cầu đòi nợ của bà Chu, là trái với quy định pháp luật. Tuy nhiên, sau khi xét xử sơ thẩm, bà Chu không kháng cáo và Viện kiểm sát không kháng nghị, do đó Hội đồng xét xử phúc thẩm chỉ xem xét lại phần của bản án, quyết định sơ thẩm có kháng cáo, kháng nghị hoặc có liên quan đến việc xem xét nội dung kháng cáo, kháng nghị, nên kháng nghị của Chánh án Tòa án nhân dân tối cao đối với nội dung trên là không cần thiết.
Do đó, Hội đồng xét xử giám đốc thẩm Tòa Dân sự Tòa án nhân dân tối cao xét thấy kháng nghị của Chánh án Tòa án nhân dân tối cao đối với phần tài sản tranh chấp của vợ chồng, tức 80 m² đất tại thôn Vân Hòa, xã Vân Tảo, huyện Thường Tín, Hà Nội, là có căn cứ chấp nhận.

### Quyết định và nội dung
Tòa Dân sự Tòa án nhân dân tối cao quyết định: hủy Bản án hôn nhân gia đình phúc thẩm của Tòa án nhân dân thành phố Hà Nội và Bản án hôn nhân gia đình sơ thẩm của Tòa án nhân dân huyện Thường Tín, thành phố Hà Nội về phần quan hệ tài sản, đã giải quyết vụ án ly hôn giữa nguyên đơn Đỗ Thị Hồng và bị đơn Phạm Gia Nam; giao hồ sơ vụ án cho Tòa án nhân dân huyện Thường Tín, thành phố Hà Nội xét xử sơ thẩm lại theo quy định của pháp luật. Theo đó, Tòa án nhân dân huyện Thường Tín xét xử sơ thẩm lại về tài sản theo định hướng mảnh đất là tài sản chung của vợ chồng, được chi theo đóng góp của hai người trước khi ly hôn.
Từ đây, nội dung án lệ được xây dựng là: trường hợp bố mẹ đã cho vợ chồng người con một diện tích đất và vợ chồng người con đã xây dựng nhà kiên cố trên diện tích đất đó để làm nơi ở, khi vợ chồng người con xây dựng nhà thì bố mẹ và những người khác trong gia đình không có ý kiến phản đối gì; vợ chồng người con đã sử dụng nhà, đất liên tục, công khai, ổn định và đã tiến hành việc kê khai đất, được cấp giấy chứng nhận quyền sử dụng đất thì phải xác định vợ chồng người con đã được tặng cho quyền sử dụng đất.